# Ту-184
Ту-184 — неосуществлённый проект советского ближнемагистрального пассажирского самолёта на 140—150 пассажиров для перевозок на расстояния от 500 до 1700 километров.

## Описание
Пассажирский самолёт Ту-184 разрабатывался как замена нынешним авиалайнерам в своём классе — Як-42 и Ту-134.
Самолёт имел вариант на 132 посадочных места, а также с увеличенным до 140—160 количеством мест.
Как продолжение линии Ту-184 предлагался интересный вариант с двумя двигателями Д-30М, находящимися на крыле, а также с тремя двигателями Д-36: двое на крыле, третий в хвостовом оперении. На основе этой разработки предлагался вариант с двумя Д-36 на крыле и с укороченным фюзеляжем, с 70—80 креслами для полётов на дальность около 1000 км и использование с грунтовых взлётно-посадочных полос.

## Дальнейшая судьба самолёта
Работы по различным вариантам самолёта Ту-184 ограничились только  на стадии технического предложения или аванпроекта. Даже проектов для производства воздушного судна не было создано. Все труды по проекту были заброшены во второй половине 70-х годов.
ОКБ начало работы по Ту-134Д, который является глубокой модернизацией Ту-134А.